# DeviantArt
DeviantArt je online umělecká komunita. Poprvé byla spuštěna 7. srpna 2000 díky práci Scotta Jarkoffa, Matthewa Stephense a Angela Sotiry, který je nyní CEO.
DeviantArt si klade za cíl poskytnout prostor jakémukoliv umělci; fotografovi nebo spisovateli k publikování a diskuzi nad jejich dílem. Stránka obsahovala v srpnu 2010 přes 10 miliónu registrovaných uživatelů. Počet příspěvků přesáhl v srpnu 2010 100 miliónů.
DeviantArt nyní zobrazuje různé formy umění a kreativní tvorby zařazených do rozsáhlé struktury kategorií. Zobrazované umění sahá od fotografie po digitální umění, tradiční umění, literaturu a skiny. Stránka také poskytuje mnoho použitelných zdrojů ke stažení-například užitečné „stock“ fotografie, které jsou volně k použití do fotomontáží zveřejňovaných na DeviantArtu, tutoriály (návody), různé skiny pro přehrávače hudby, fonty (druhy písma) i 3D modely.
Stránky také slouží jako obchod s uměním, každý může svoji tvorbu prodávat vytištěnou na papíře, hrnku nebo např. podložce na myš. V současné době byl spuštěn obchod s DeviantWear, což je oblečení s logem a motivy DeviantArtu.
V České republice existuje server Humanart.cz s podobným zaměřením. Jeho rozsah je však podstatně menší.